# Шаурма
Шаурма́, или шаве́рма (араб. شاورما‎ — шауа́рма) — ближневосточное блюдо из мяса (курица, ягнятина, баранина, реже — свинина), обжаренного на вертеле, завёрнутого в лаваш или питу, с добавлением капусты, маринованного/соленого огурца, репчатого лука, чесночного соуса и, по желанию, специй. Употребляется без использования столовых приборов.

## Названия в русском языке
Есть два предположения о происхождении слова «шаурма». Слово «шаверма» — это арабское произношение турецкого слова çevirme [tʃeviɾˈme], означающего «заворачивание». Слово могло также возникнуть от арабского глагола шава (shawaa) — «жарить на огне». Производная форма — shawurma —дословно означает «поджаренное».
Одно из первых упоминаний этого спорного слова в словарях обнаруживается в издании «Толковый словарь современного русского языка. Языковые изменения конца XX столетия» Г. Н. Скляревской. Словарь был подготовлен сотрудниками Института лингвистических исследований РАН, находящегося в Санкт-Петербурге. В нём даны три варианта написания и звучания слова: «шаверма́», «шаве́рма», «шаурма́». Работа над словарём шла в 1990-х годах, когда это слово ещё только осваивалось в русском языке. В издании есть примеры из газетных текстов 1990-х годов, где оно даже заключено в кавычки, то есть было тогда совсем ещё непривычным. В некоторых новейших академических словарях русского языка обнаруживается только вариант «шаурма» — например, в «Русском орфографическом словаре» В. В. Лопатина и в «Большом орфоэпическом словаре русского языка» М. Л. Каленчук. Оба издания были подготовлены сотрудниками московского Института русского языка имени В. В. Виноградова РАН. В многотомном «Большом академическом словаре русского языка» петербургского Института лингвистических исследований РАН в томе с буквой «Ш», по словам филологов, есть замысел закрепить оба варианта в качестве правильных — «шаверма» и «шаурма».

## Происхождение и история

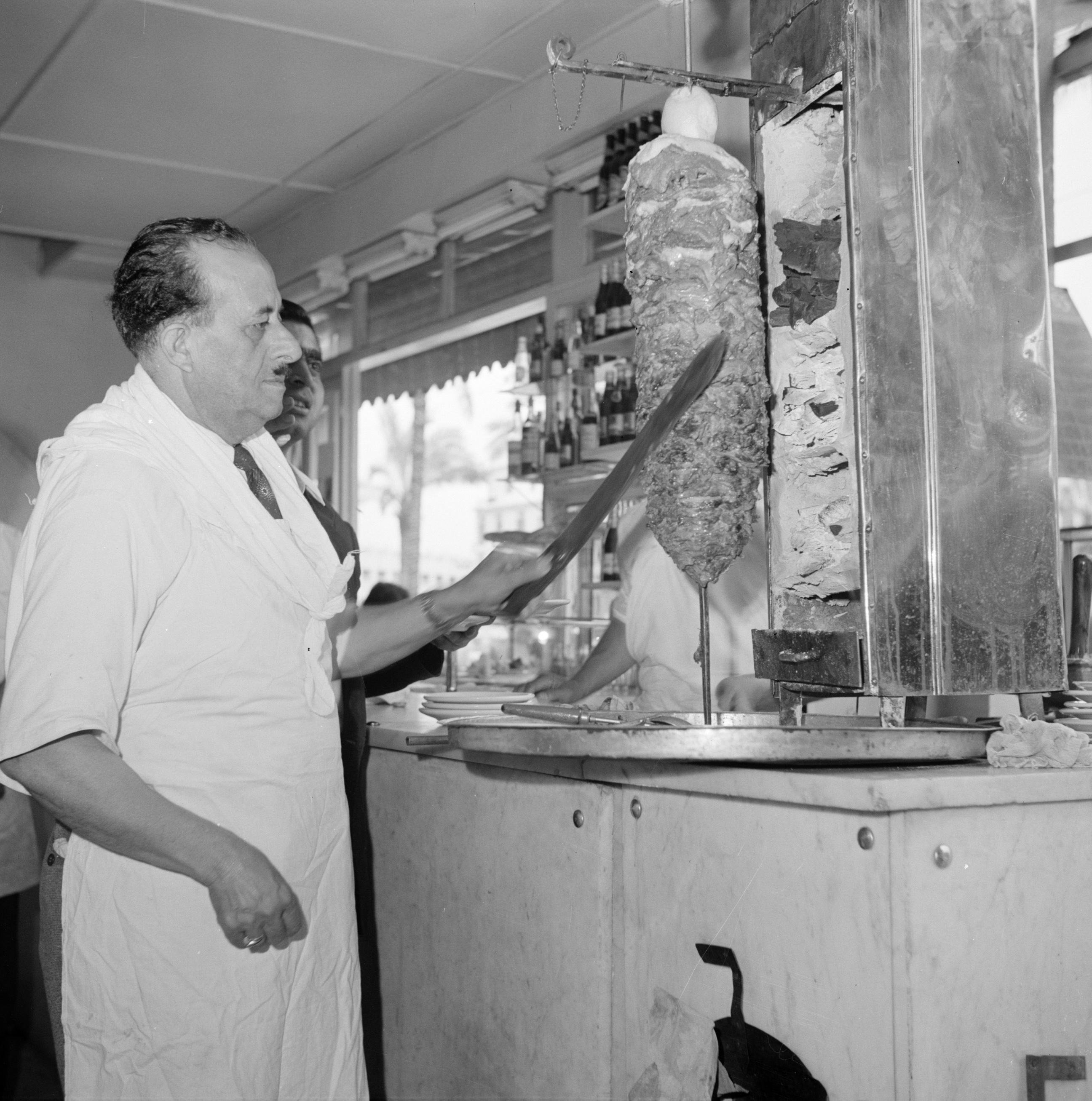
Шаурма в Ливане, 1950

Различные варианты этого блюда достаточно древние. Самое распространённое в настоящее время предположение о его происхождении заключается в том, что прообразом послужило греческое блюдо гирос. В свою очередь, упоминания о турецком дёнер-кебабе встречалось на страницах персидских книг. Персидское слово кебаб происходит, по всей видимости, от арам. כבבא (kabbābā), восходящего, в свою очередь, к аккадийскому kabābu, что означает «жечь, обугливать». К примеру, в вавилонском талмуде говорится, что жертвенные животные не должны быть kabbābā («сожжены»). Персидское слово kabāb было заимствовано в Средние века арабами и турками и произносилось как кебаб. С XIV века «кебаб» стало синонимом слову tabahajah, обозначающему блюдо из кусочков жареного мяса, причём персидское слово считалось более высоким по стилю.
Турецкое слово дёнер происходит от тур. dönmek «вращать» (тур. döner kebap, дословно: «вращающееся жареное мясо»). Хотя блюдо было доступно всем слоям населения, оно считалось низкосортной едой. Отличалось только мясом, остальная же начинка была без изменений. В Османской империи — по крайней мере, ещё в XVII веке — кусочки мяса готовились на горизонтальном гриле, похожем на шашлык. Вертикальный гриль появился не позднее середины XIX века.
«Правильным» современным вариантом названия остаётся «дёнер-кебаб». Именно под этим названием это блюдо было «придумано» в Берлине 50 лет назад двумя гастарбайтерами, Кадиром Нурманом и Мехметом Айгуном, приехавшими после войны восстанавливать экономику Западной Германии вместе с выходцами из Южной и Восточной Европы. Дёнер-кебаб быстро стал популярным не только у трудовых мигрантов, и хотя Айгун утверждает, что изобрёл это блюдо за год до Нурмана — в 1971 году — и продавал его в своём магазине под названием «Хасир», официально Ассоциация турецких производителей шаурмы в Европе признала первопроходцем Нурмана.
По данным Ассоциации, в Германии сейчас насчитывается 40 тысяч заведений, где продают шаурму. Если верить официальному берлинскому туристическому порталу «Visit Berlin», первое место по количеству таких торговых точек занимает именно столица страны: там их целых 4 тысячи — даже больше, чем в самом густонаселённом городе Турции, Стамбуле. Дёнер-кебаб с 2018 года присутствует в меню ресторана отеля «Адлона», останавливавшийся в отеле Илон Маск на вопрос о его любимом блюде немецкой кухни ответил, что это дёнер-кебаб.

## Приготовление

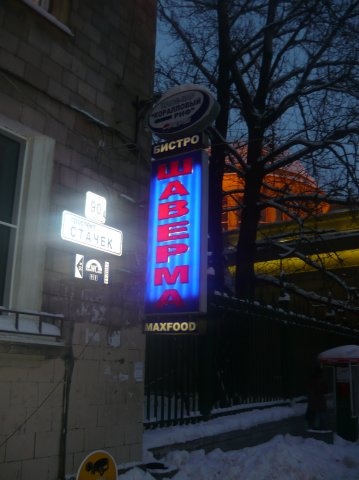
«Шаверма» в Санкт-Петербурге

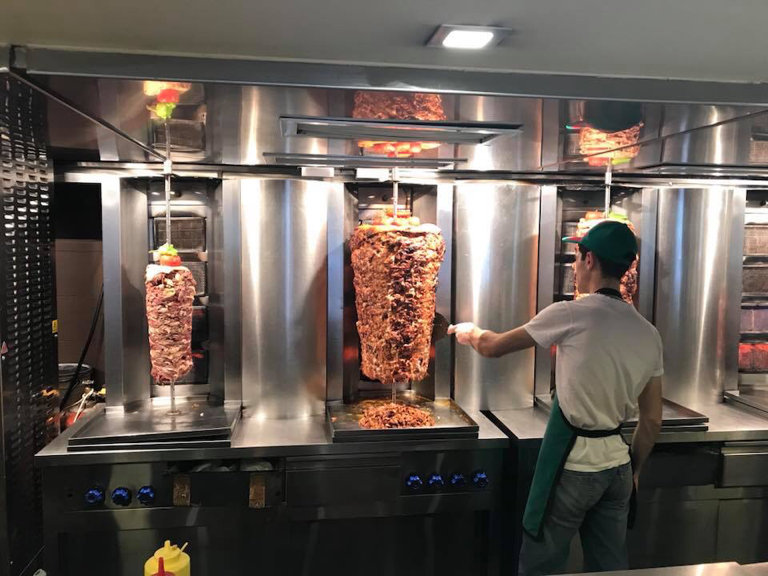
Приготовление шаурмы в Ереване, Армения

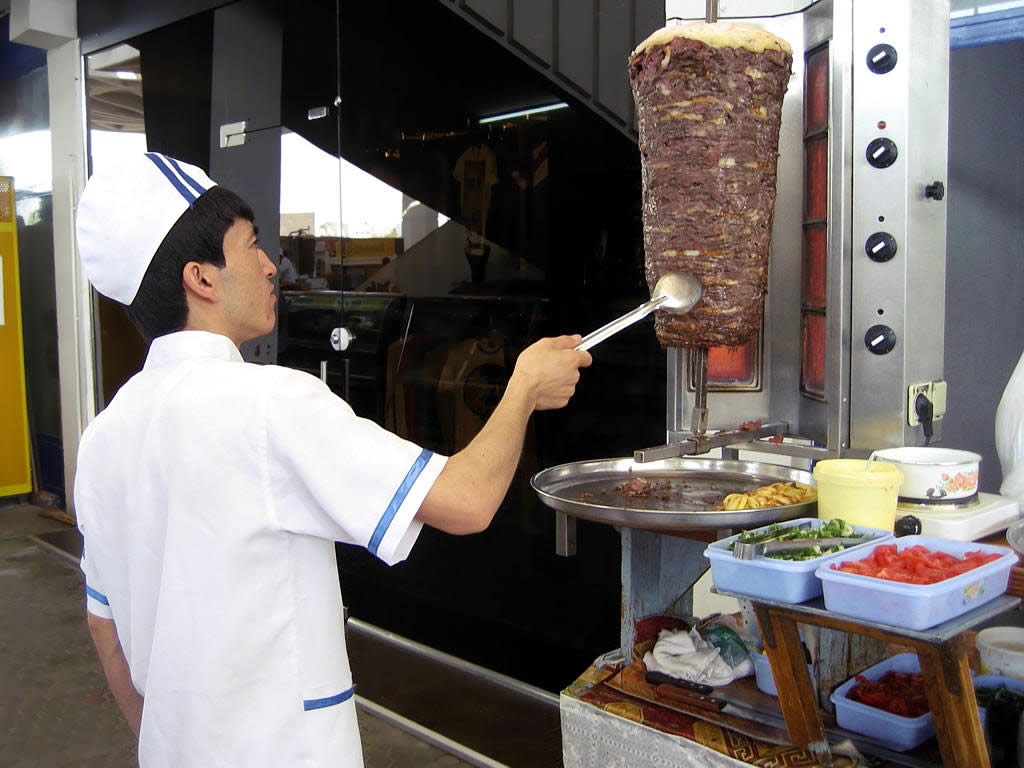
Приготовление шаурмы в Ашхабаде, Туркменистан

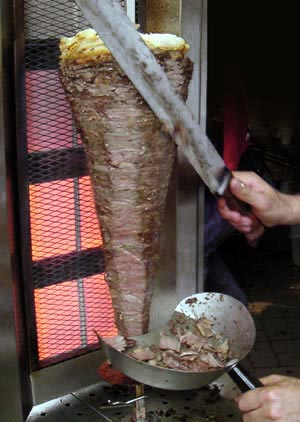
Срезание поджаренного мяса с вертела

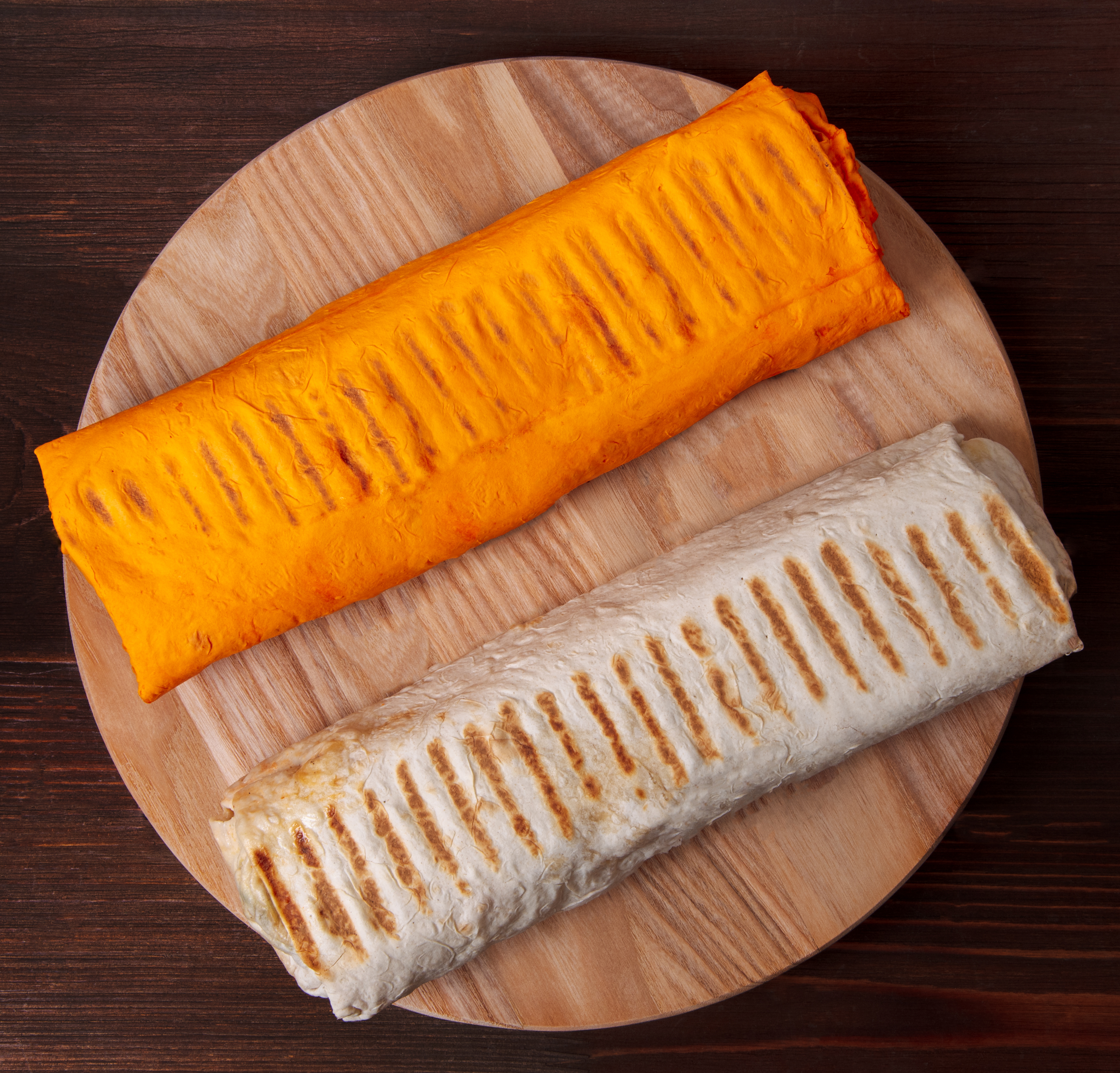
Шаурма в «сырном» (вверху) и «обычном» (внизу) лаваше

Для шаурмы выбирается мясо — баранина, индюшатина, говядина, курятина, иногда свинина. Мясо поджаривается по специальной технологии в предназначенных для этого вертикальных грилях. Куски нанизываются на вертикально расположенный вертел, вращающийся вокруг своей оси и относительно нагревательных элементов, расположенных вдоль вертела. По мере поджаривания мяса его срезают при помощи длинного ножа (или специальным электрическим дисковым ножом) тонкими кусочками, которые падают в поддон. Эти кусочки затем дополнительно измельчаются.
Вместе с мясом в начинку лаваша или питы добавляют соус (редко красный томатный и чаще всего белый чесночный из сметаны (йогурта) и свежего измельчённого чеснока (редко чесночный порошок)) и овощи (пекинский салат, помидоры и огурцы).
После перемешивания всех ингредиентов лаваш заворачивают, шаурму немного подогревают (чаще всего), и она готова к употреблению.

## Названия в различных регионах
В июне 2021 года Яндекс совместно с Институтом русского языка им. Виноградова опубликовали исследование о регионализмах. В соответствии с ним, слово «шаверма» на территории России системно употребляется только в трёх регионах: Санкт-Петербурге, Ленинградской и Новгородской областях.
По странам в алфавитном порядке:
- В Азербайджане шаурму чаще называют просто дёнер (азерб. dönər).
- В Алжире похожее блюдо называется дене́р.
- В Армении вариация подобного блюда в булке называется карси-хоровац или просто карс (шашлык по-карски)[6]. Представляет собой большой кусок мяса на вертеле, с которого постепенно срезают кусочки по мере приготовления и заворачивают их в длинную булку или в псацах (чуть толщий пресный листовой «лаваш»). Также «дальним родственником» шаурмы является бртуч.
- В Бельгии используется название пита-дю́рум (фр. pita durum), или просто дурум (тур. dürüm «завёрнутый» либо изменённое от арм. բուռում, burum «в ладони»), если начинка завёрнута в тонкий лаваш, или просто пита (фр. pita), если начинка кладётся в половинку питы.
- В Болгарии используется название дюнер, хотя если исходить из рецептуры, то это блюдо ближе к греческому гиросу.
- В Великобритании называют сокращённо кебаб от тур. döner kebab.
- В Германии используется название «дёнер-кеба́б» (нем. Döner kebab), или просто Döner. Также используется название Schawarma. Иногда используется название «дю́рюм» (от тур. dürüm «завёрнутый»), если начинка завёрнута в тонкий лаваш из теста юфка; встречается и название турецкая пицца (нем. Türkische Pizza).
- В Греции (включая Крит) мясо, приготовленное на вертикальном вертеле, называется гирос (греч. Γύρος), а начинённая этим мясом пита — гирос пита.
- В Израиле для того же блюда используется название шуа́рма или шава́рма[7][6]. Подаётся в лепёшке-пите, в тонком лаваше — ла́фе, или французском багете. Коренные иерусалимцы называют лафу «эштану́р». Любимые приправы — хумус, тхина, «амба» (соус из маринованного манго), острый схуг. Также кладётся или подаётся отдельно картофель фри. В израильской шаварме полностью отсутствуют молочные составляющие в любом виде из соображений кашрута.
- В Индии — shawarma.
- В Иране блюдо называют кебабом из Турции (перс. کباب ترکی‎ kabāb-e torki).
- В Казахстане называют шаурма, если начинка кладётся в половинку питы, и донер, если начинка заворачивается в лаваш.
- Ливанское название — шавурма (араб. شاورما‎ shāwarmā).
- В Латвии — кебабас[6].
- В Литве блюдо называется просто кяба́бас (лит. kebabas).
- В Польше используется название ке́баб (от нем. Dönerkebab) с поправкой на польское ударение (всегда на предпоследний слог).
- В Румынии употребляется название шаорма (рум. Șaorma).
- В Туркменистане употребляются названия донер (туркм. döner), реже шаурма.
- В Узбекистане распространено название турк-кабо́б (узб. turk-kabob); однако, обычно это означает приготовленный в тонком хлебце, как пита, а завёрнутый в лаваш часто называется просто лава́ш[8][6]. «Донар» подаётся как отдельное второе блюдо с гарниром.
- Во Франции это блюдо называется кебаб (фр. le kebab) или шаварма (фр. chawarma).
- В Чехии для этого блюда используется название ги́рос — греческого происхождения[9].